# Sint-Suïtbertusparochie
De Sint-Suïtbertusparochie is een Nederlandse katholieke parochie in het westen van de Betuwe, ontstaan na de fusie op 1 januari 2011 van acht zelfstandige parochies. De Suïtbertusparochie ligt in het vicariaat Utrecht van het aartsbisdom Utrecht. De parochie is vernoemd naar de heilige Suïtbertus, een missionaris en bisschop wiens symbool een achtpuntige ster is. 

## Voormalige parochies
De onderstaande voormalige parochies vormden voor de fusie ieder een zelfstandige parochie met een eigen bestuur. Na de fusie zijn het geloofsgemeenschappen of deelparochies geworden, onder het gezamenlijk bestuur van de Suïtbertusparochie.
- Parochie van Sint Gregorius in Buren
- Parochie van Sint Barbara in Culemborg
- Parochie van de Heilige Kruisverheffing in Beesd
- Parochie van Sint Suïtbertus in Geldermalsen
- Parochie van Maria Geboorte in Gellicum en Rhenoy
- Parochie van Maria Geboorte in Rumpt
- Parochie van O.L.V. ten Hemelopneming in Maurik
- Parochie van Sint Dominicus in Tiel
- Parochie van Petrus en Paulus in Varik

Het hoofd van de parochie anno 2016 is pastoor F. Hogenelst.

## Foto's

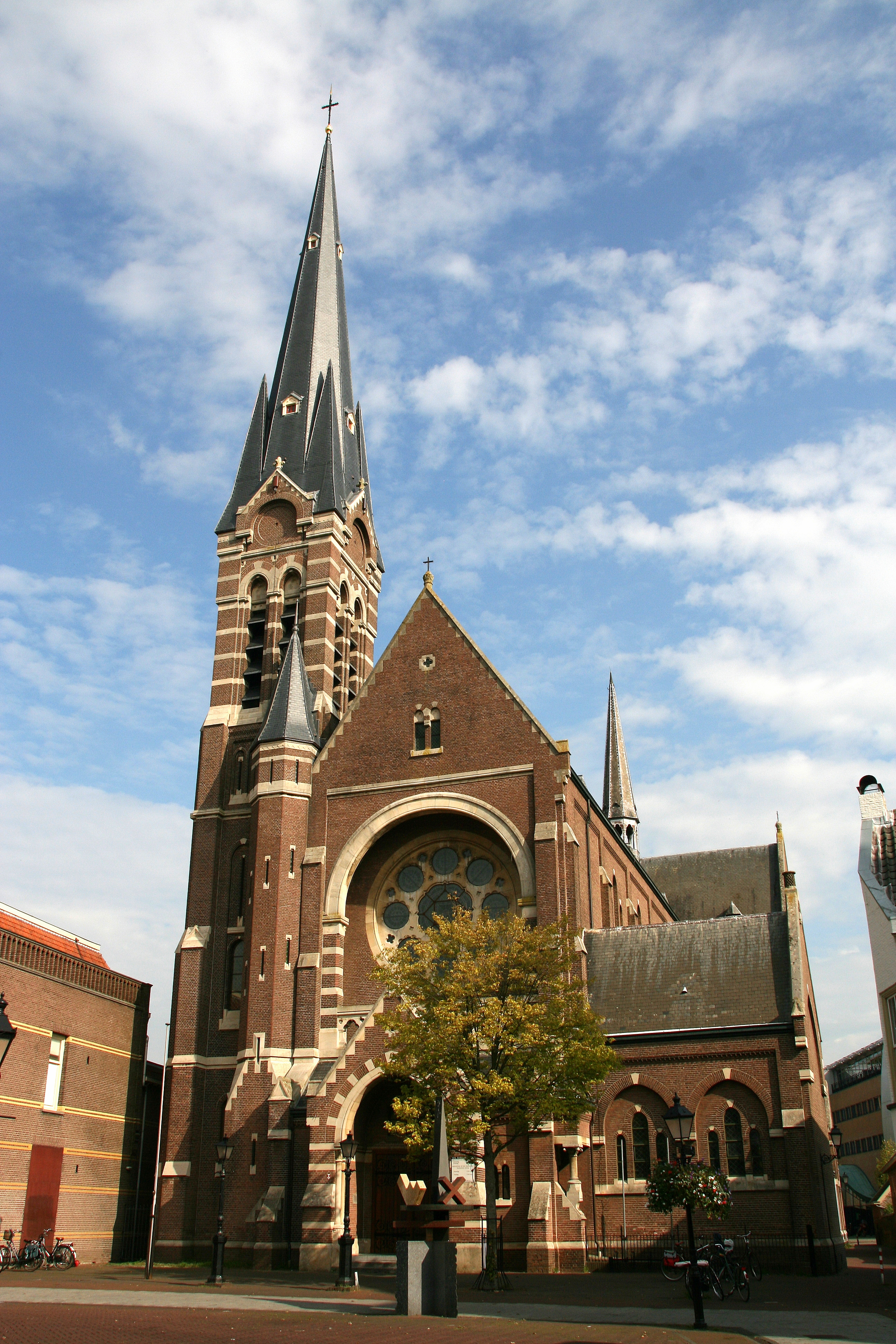
Barbarakerk te Culemborg.
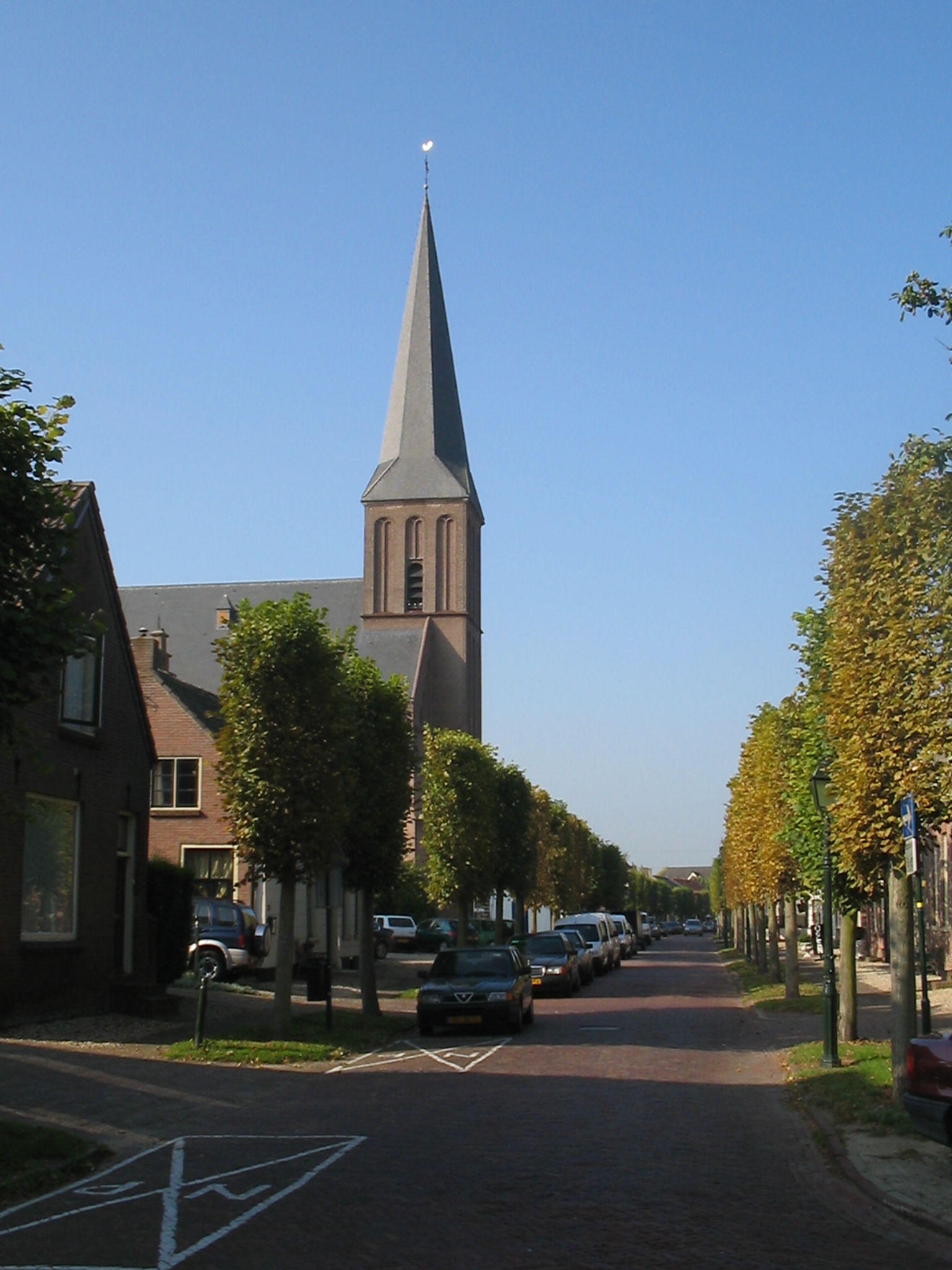
Heilige Kruisverheffingskerk te Beesd.
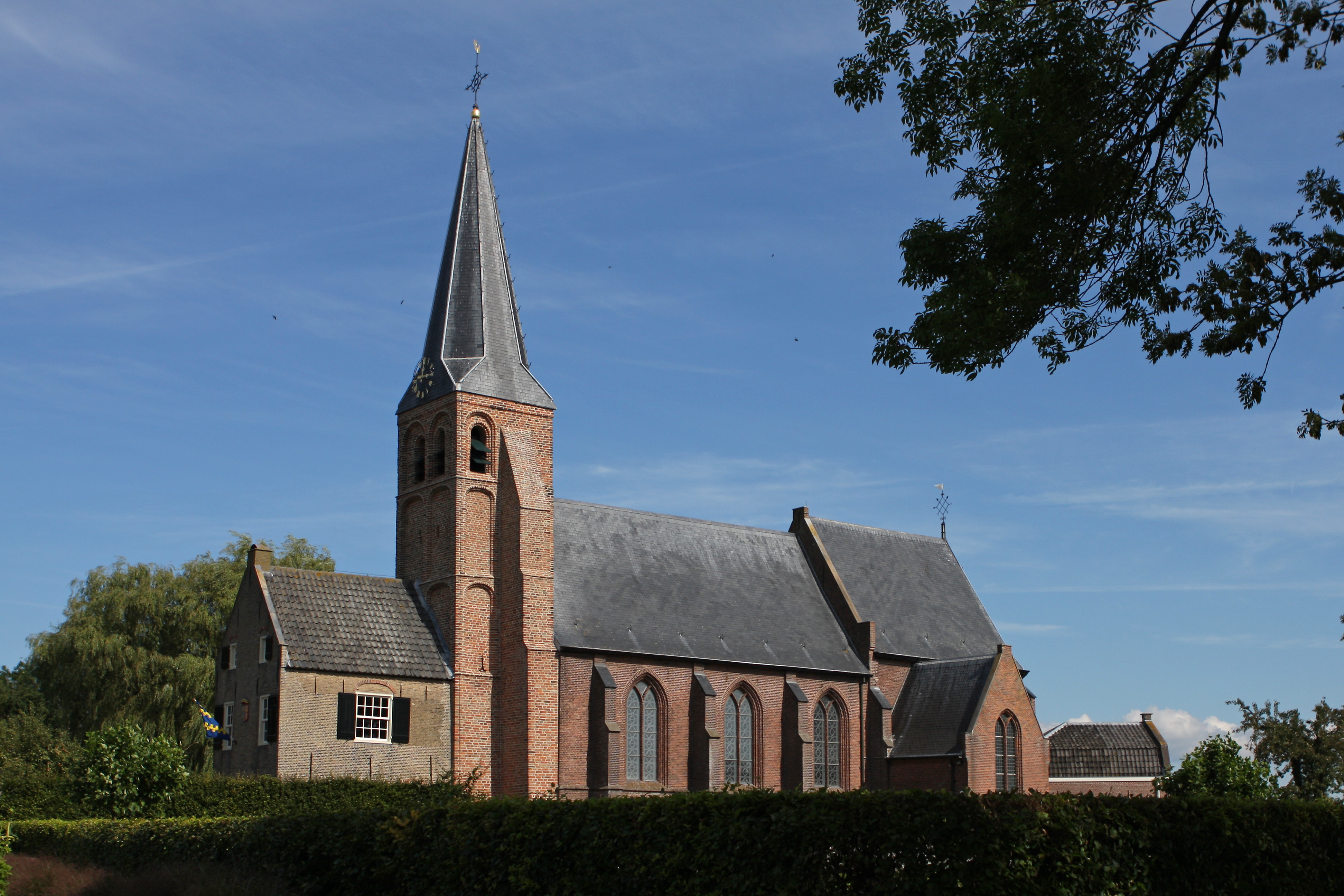
O.L.V. Geboortekerk te Gellicum.
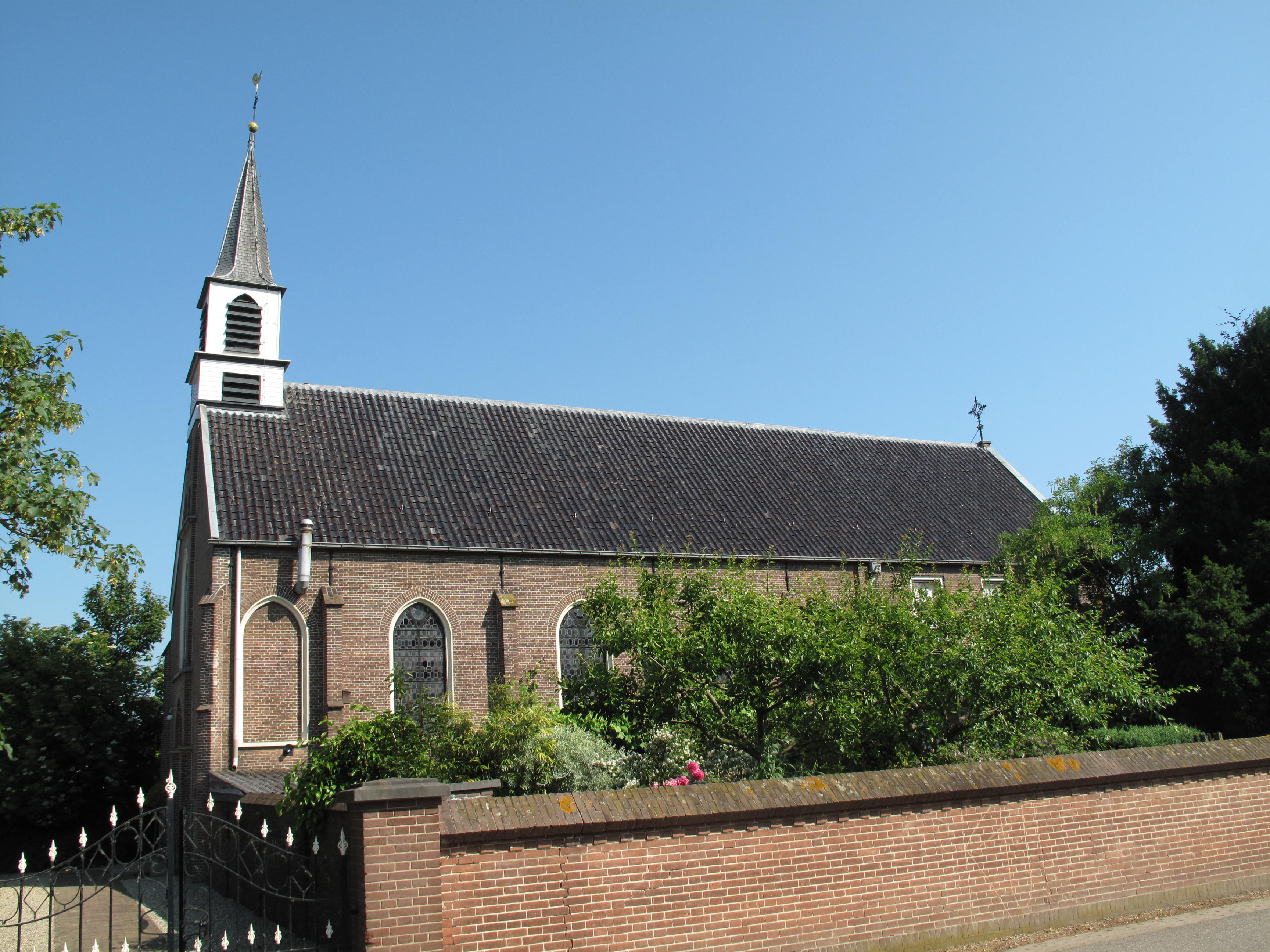
Maria Geboortekerk te Rumpt.
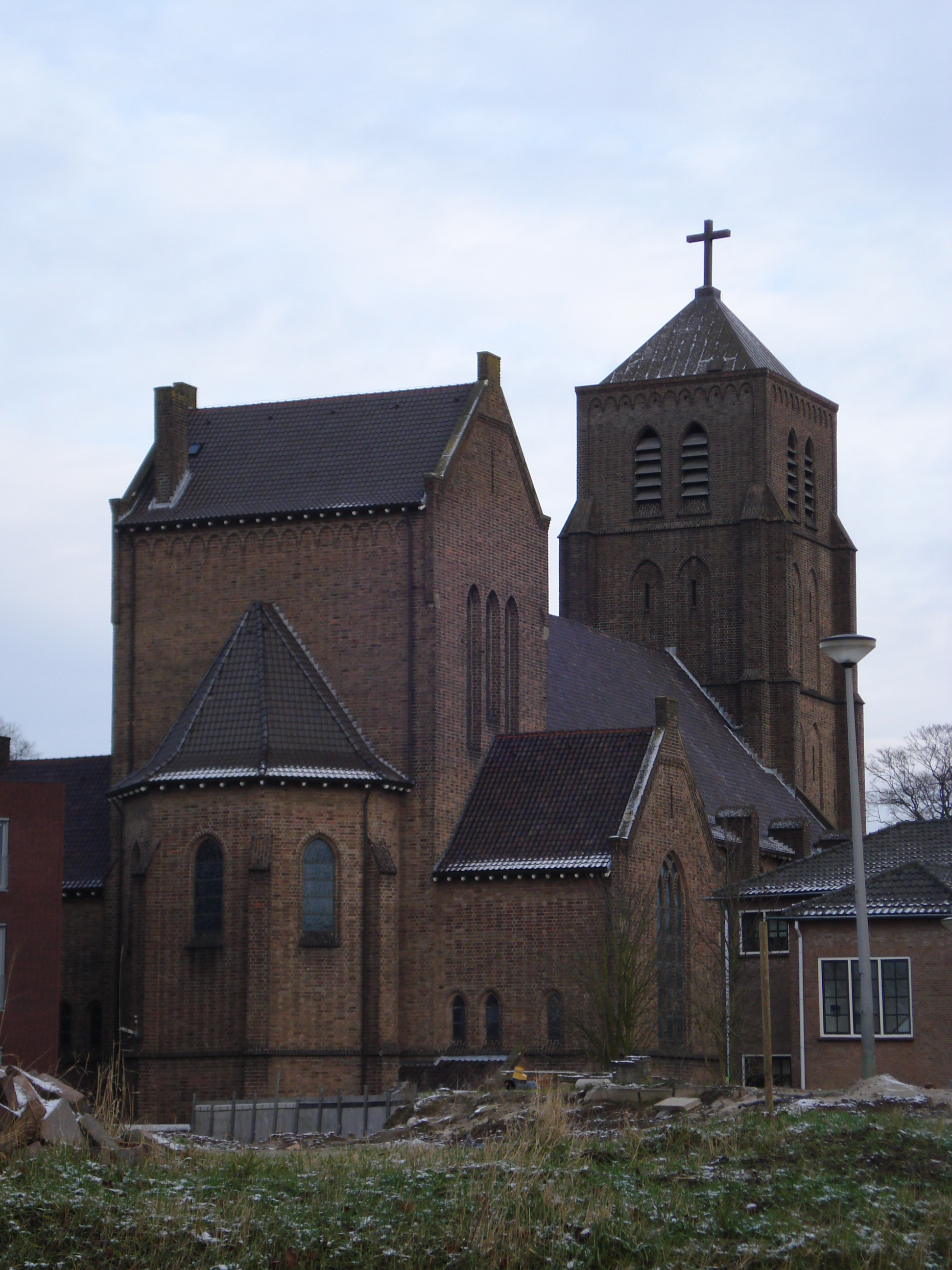
Dominicuskerk te Tiel.
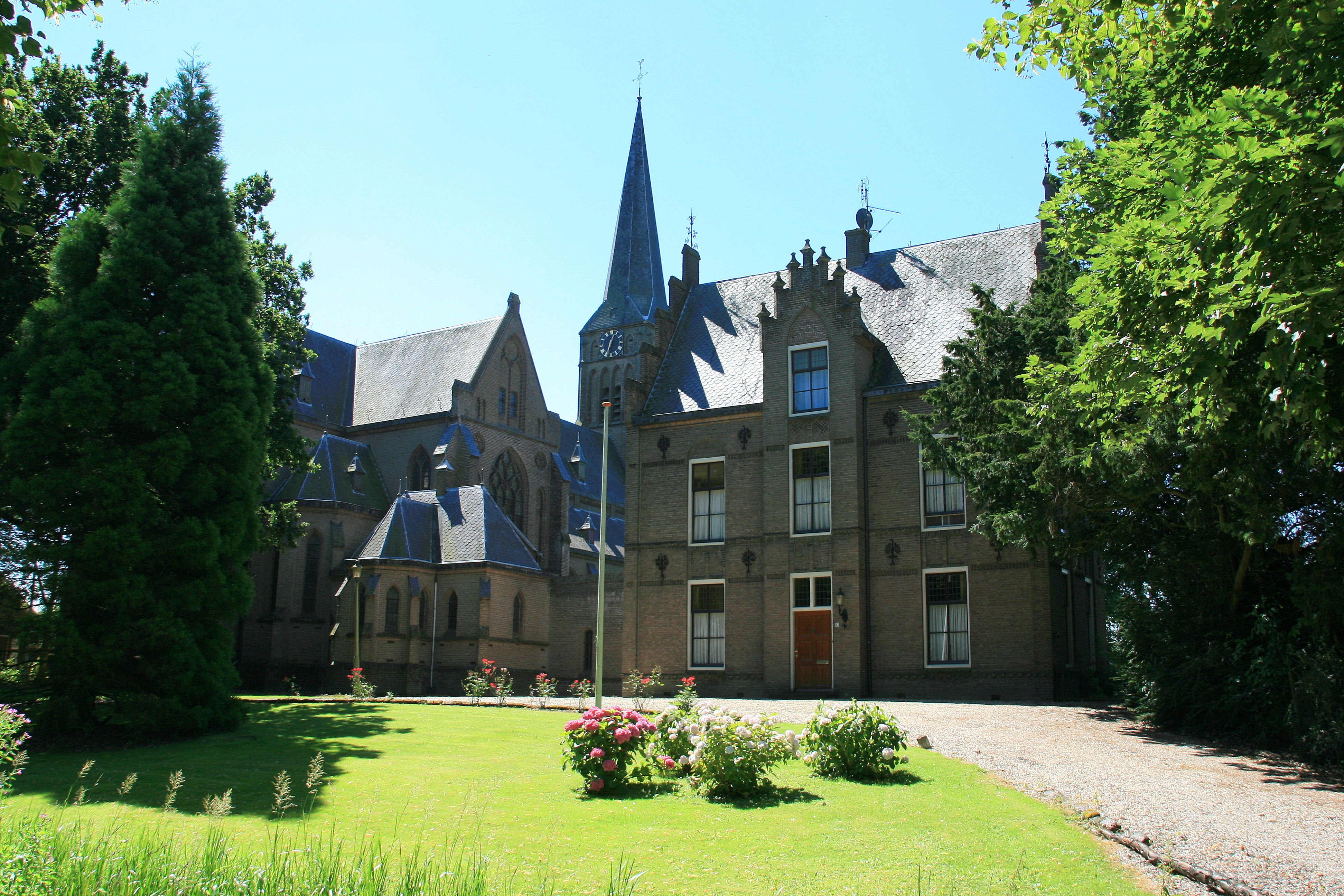
Petrus en Pauluskerk te Varik.